# Mary Blathwayt
Mary Blathwayt (Worthing (West Sussex), 1 februari 1879 – 25 juni 1961) was een Britse feministe, suffragette en sociaal hervormer. Ze woonde in het Eagle House in Somerset dat later bekend kwam te staan als "Suffragette's Rest".

## Jonge jaren
Mary Blathwayt werd geboren op 1 februari 1879 in Worthing, Sussex. Ze was de dochter van kolonel Linley Blathwayt, een militair die had gediend in India en Emily Blaythwayt.
Na zijn diensttijd keerde kolonel Blathwayt met zijn gezin terug uit India en ging het gezin wonen in Eagle House, Batheaston, aan de rand van Bath.
Haar jongere broer, William, volgde een opleiding tot elektrotechnicus en gaf in Duitsland Engelse lessen. Hij keerde terug naar Engeland aan het begin van de Eerste Wereldoorlog. Mary bleef thuis en ging naar de Bath High School.

## Campagne voor vrouwenkiesrecht

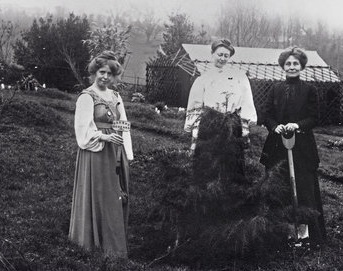
Annie Kenney links, Blathwayt in het midden en Emmeline Pankhurst, met de spade, bij het Eagle House in Batheaston in 1910

Blathwayt en haar moeder begonnen met het bezoeken van bijeenkomsten van de Bath Women's Suffrage Society. In juli 1906 gaf Blathwayt drie shillings aan de Women's Social and Political Union (WSPU). Ze ontmoette Annie Kenney bij een WSPU-bijeenkomst in Bath en bood aan Kenney, Elsie Howey, Clara Codd en Mary Phillips te helpen bij het organiseren van de vrouwenkiesrechtcampagne in haar omgeving. Blathwayt kreeg financiële ondersteuning van haar familie om haar te steunen in haar werk voor vrouwenrechten. Veel grote namen uit de suffragette-beweging werden uitgenodigd om in Eagle House te verblijven en een boom te planten ter ere van een gevangenisstraf. Toen Vera Wentworth en Elsie Howey echter de minister-president aanvielen vond de familie van Blathwayt dat een grens overschreden werd. Haar moeder, Emily, stapte op bij de WSPU en haar vader, Linley, schreef protestbrieven naar Christabel Pankhurst, Howey en Wentworth. Pankhurst werd verteld dat Howey en Wentworth niet meer welkom waren in het huis. Wentworth stuurde een lange brief terug, waarin ze aangaf dat ze de reactie van de familie betreurde, maar ook stelde dat "als Mr. Asquith niet verkozen zou worden ze hem opnieuw zouden aanvallen".

## Dood en nalatenschap
Nadat ze zich had teruggetrokken uit de WSPU, leed Blathwayt een rustig leven in Eagle House tot haar dood op 25 juni 1961. De zestig bomen die waren geplant bij Eagle House werden verwijderd om plaats te maken voor nieuwe huizen. Nieuwe bomen zijn geplant om het oude aanzicht te laten zien.
Uit het dagboek van Blathwayt bleek dat ze waarschijnlijk een affaire had met Christabel Pankhurst voordat Pankhurst iets kreeg met Annie Kenney. Blathwayt maakte aantekeningen van de bedpartners van Kenney tijdens haar verblijven in Eagle House en jaloezie wordt gezien als de reden hiervoor.